# Iglesia de madera de Grip

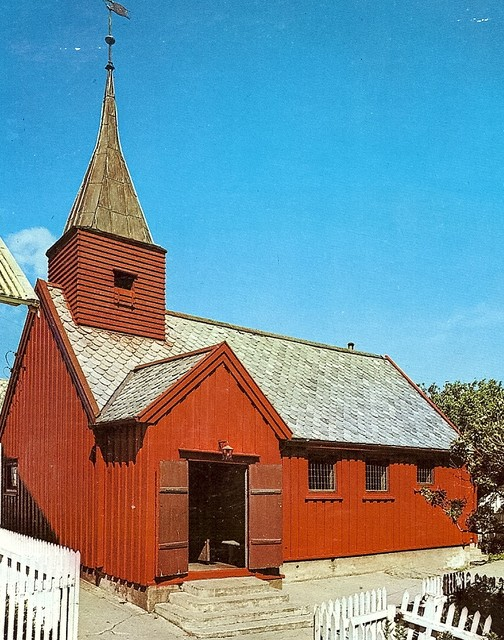
Exterior

La iglesia de madera de Grip es una stavkirke de tipo A de la segunda mitad del siglo XV que se ubica en la isla de Grip, en el municipio de Kristiansund, Noruega. Aún conserva su esencia medieval, a pesar de haber sido sometida a reparaciones de muchas de sus partes. Mide 6,5 m de ancho por 12 m de largo, y su altura al campanario es de cerca de 6 m.
La nave y el coro tienen la misma anchura, por lo que, desde el exterior, no se diferencian. En el costado oeste de la nave se levanta, sobre el techo de dos aguas, un campanario central. Se accede al templo a través de un pequeño porche en el suroeste. En 1621 los muros del coro fueron cambiados y los nuevos fueron pintados. En los años 1870 se colocaron ventanas —totalmente ausentes en la iglesia medieval— y los muros interiores y exteriores fueron recubiertos y pintados de blanco.

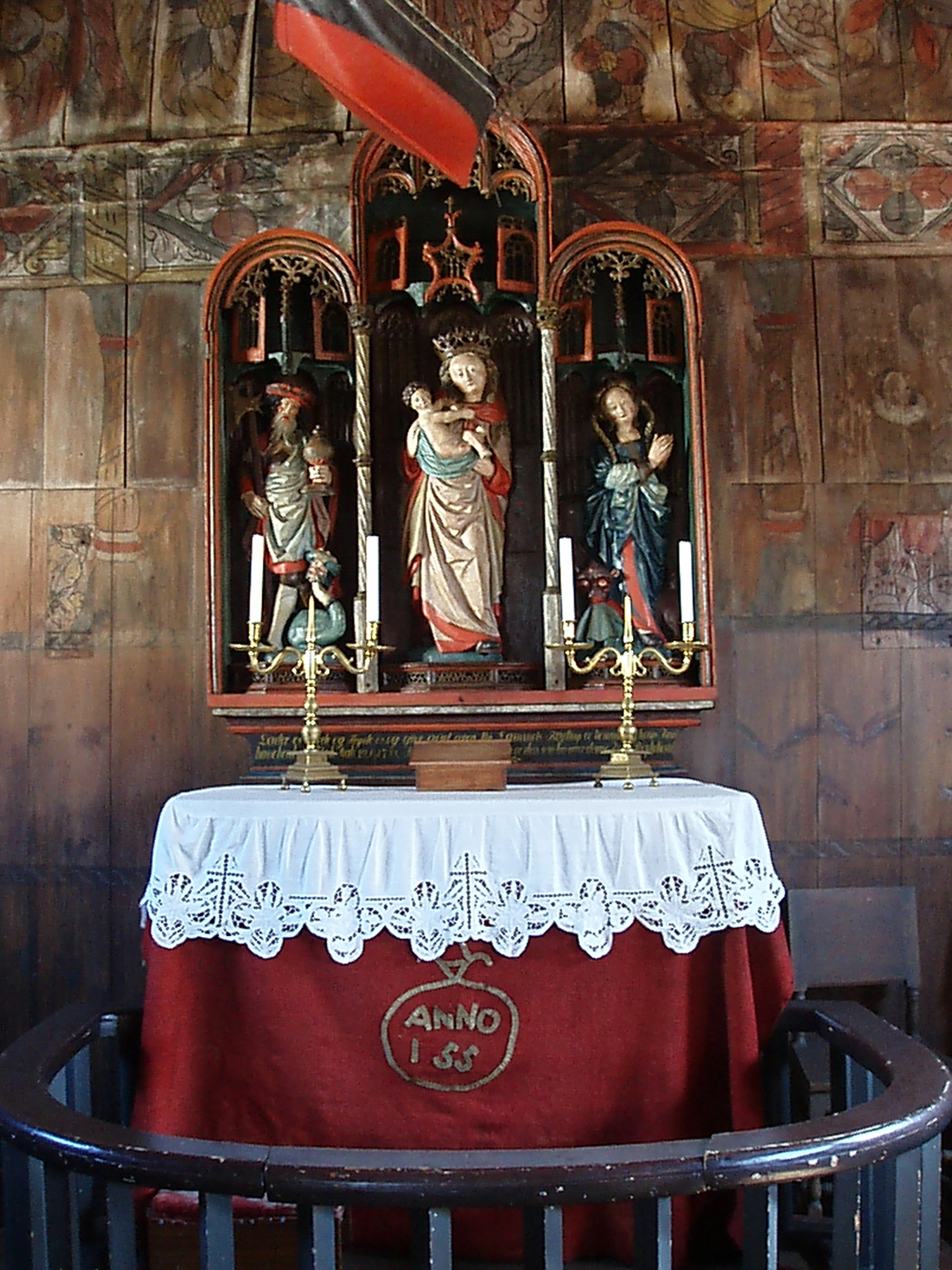
El altar.

En 1933 se inició una restauración a fondo. La iglesia fue completamente removida y colocada en nuevos cimientos. El exterior de las paredes fue recubierto con tablas y brea. Se sugiere que la iglesia quedó concluida con su aspecto actual en el siglo XVII. Contiene un altar medieval, probablemente de origen holandés, presuntamente un obsequio de Isabel de Austria, reina consorte de Noruega. Las tallas del retablo, de gran calidad, representan a la Virgen María, y a sus flancos San Olaf y Santa Margarita de Antioquía.